# Campo di aviazione di Arcade
Il campo di aviazione di Arcade fu un aeroporto d'Italia attivo dal 1916 al 1924.

## Storia
Viene costituito ad Arcade vicino a Povegliano e Visnadello nell'ottobre 1916 come Centro Formazione Squadriglie del Corpo Aeronautico del Regio Esercito che iniziò con l'addestramento della 79ª Squadriglia ed in seguito ospitò altre 19 squadriglie italiane in formazione del Regio Esercito.
Al 1º gennaio 1917 era al comando del Capitano Jacopo Degan che disponeva di 5 ufficiali e 64 militari di truppa.
Il 18 marzo successivo il comando passa al Cap. Mario Stanzani.
Durante la Battaglia di Caporetto il 29 ottobre 1917 arriva la 28ª Squadriglia che rimane fino al 3 novembre ed il 30 ottobre la 23ª Squadriglia che riceve due aerei della 38ª Squadriglia e rimane fino al 3 novembre successivo. 
Alla fine di ottobre arriva la 2ª Squadriglia che resta fino al 9 novembre.
Il 31 ottobre arrivano la 91ª Squadriglia che rimane fino al 1º novembre, la 131ª Squadriglia che resta fino al 6 novembre, la 81ª Squadriglia aeroplani e la 70ª Squadriglia caccia che rimangono fino al 9 novembre successivo. Il 1º novembre, quando era a 4 km dalle trincee, riceve la 80ª Squadriglia caccia che rimane fino all'8 novembre. Il 6 novembre il Sergente Alvaro Leonardi con il serg. Cosimo Rizzotto della 77ª Squadriglia Aeroplani abbattono un Hansa-Brandenburg C.I a San Michele di Conegliano nelle linee italiane.
Sempre il 1º novembre arriva la 76ª Squadriglia caccia che rimane fino al 10 novembre.
Il 2 novembre arrivano la 3ª Squadriglia che resta fino al 6 novembre e la 9ª Squadriglia che rimane fino al 16 novembre.
Il 5 novembre arriva la 82ª Squadriglia, il 6 novembre il Sergente Alessandro Contardini su Hanriot HD.1 abbatte con solo 8 colpi un biplano che precipita vicino a Mortegliano ed il 10 novembre il reparto si sposta.
Quando il fronte arriva sul Piave, l'aeroporto deve essere abbandonato. L'aviosuperficie è troppo vicina al nemico ed in seguito verrà impiegato solo per atterraggi di emergenza. Il campo di Arcade rimarrà in attività anche dopo la guerra. Il 15 agosto 1921 Arcade risulta ancora operativo come campo di fortuna.
Venne abbandonato nel 1924.